# Lesní železnice Viseu

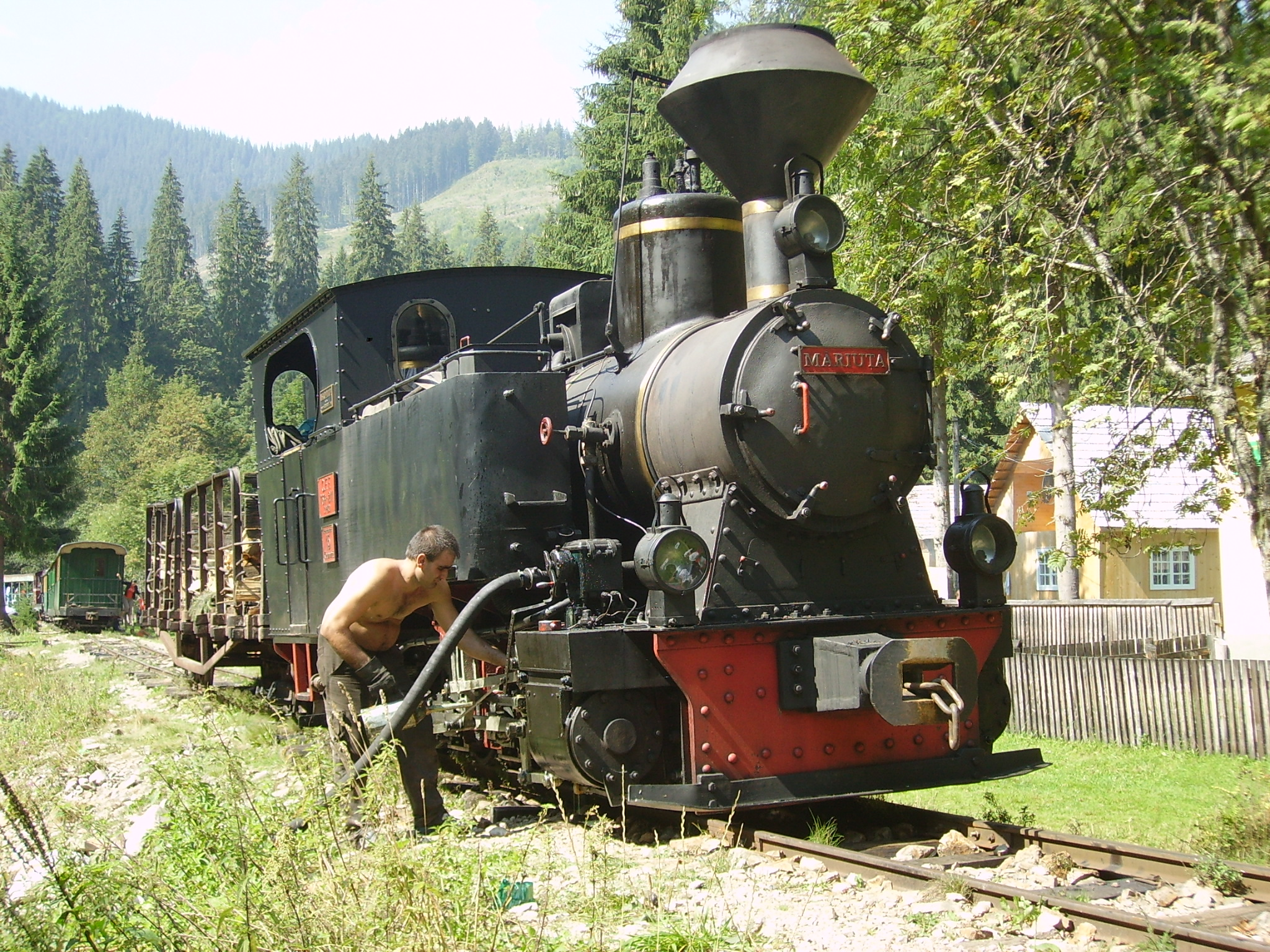

Lesní železnice Viseu (v rumunštině Calea Ferată Forestieră Vișeu, resp. Mocănița de pe Valea Vaserulu) je úzkorozchodná lesní železnice v severním Rumunsku, začínající ve městě Vișeu de Sus v župě Maramureš a vede údolím řeky Vaser do pohoří Maramureš, do stanice Coman v blízkosti ukrajinských hranic. Od roku 2010 má statut kulturní památky.

## Historie a provoz
Údolí řeky Vaser bylo obydleno od osmnáctého století německými osadníky, kteří původně používali pro dopravu dřeva z karpatských lesů do celulózky ve Visau vory, plavené po řece. Lesní železnice Viseu byla postavena v roce 1932 a byla provozována státní železnicí CFF, od roku 2003 vlastní železnici dřevozpracující firma R.G. Holz Company. Dráha používá rozchod 760 mm – tzv. "bosenský rozchod". Úzký rozchod byl zvolen, aby mohla železnice kopírovat velmi klikaté údolí – do kopce tahaly lokomotivy převážně prázdné vagóny, zatímco při cestě zpět bylo využíváno gravitace.
V roce 1952 byla vystavěna další větev dráhy ze stanice Novat Delta až do stanice Izvorul Boului v údolí řeky Novat. V roce 2008 byla tato větev zkrácena pouze do stanice Betîgi. Když byly zjištěny v roce 2011 krádeže kolejí u Betîgi, rozhodla se firma HG Holz sejmout kolejový svršek na části této větve a provoz ponechat pouze do stanice Poiana Novat.
Tzv. produkční vlaky slouží především pro přepravu dřeva, které vozí od pondělí do soboty několikrát denně z karpatských lesů na pilu. Železnice také slouží pro přepravu lesních dělníků na jejich pracoviště. Většinou jsou vyváženi v pondělí nahoru do horských lesů a v sobotu zpět. Železnice často slouží i pro přepravu silničních vozidel, stavebních strojů a lesnických mechanismů, protože v oblasti je málo lesních silnic a cest. Také hospodářská zvířata jsou přepravována vlakem na pastviny. Provoz vlaků zpravidla zajišťuje devítičlenná posádka: dva strojvedoucí, vlakvedoucí, technik a pět brzdařů.
Železniční svršek dráhy se nedá srovnávat s běžnými veřejnými drahami – je tvořen lehkými kolejnicemi přímo přišroubovanými na dřevěné pražce. S ohledem na zanedbávanou údržbu, padající kameny a také stromy dochází velmi často k vykolejení vlaku. Vzhledem k stavu dráhy a přepravovanému nákladu se vlak běžně pohybuje rychlostí cca 10 km/hod a 30 km dlouhá cesta ze stanice Faina na pilu trvá více, než tři hodiny.

## Provoz pro turisty/ osobní doprava
Do roku 2006 byly tzv. produkční vlaky převážně tahané parními lokomotivami, v současnosti jsou pro tento účel používány dieselové lokomotivy. Díky švýcarskému sdružení "Hilfe für die Wassertalbahn" se však podařilo zachovat i provoz parních lokomotiv, převážně pro turistické účely. Během letních měsíců jsou vypravovány denně, resp. obden turistické vlaky.
Turistické vlaky jezdí z prostoru pily – u nádraží ve Viseu de Sus do poloviny celé trasy – nádraží Paltin v soutěsce řeky Paltin, kde je pro turisty připravováno občerstvení a vlaky se poté vracejí zpět do výchozí stanice.

## Kolejová vozidla

### Parní lokomotivy
| Obrázek | Označení          | Výrobce, rok výroby       | Stare                          |
| ------- | ----------------- | ------------------------- | ------------------------------ |
|         | 764.421 Elveția   | Reșița (1954)             | funkční                        |
|         | 764.211 Măriuța   | Orenstein & Koppel (1910) | funkční                        |
|         | 764.408 Cozia-1   | Reghin (1986)             | funkční (pouze zvláštní vlaky) |
|         | 763.193 Krauss    | Krauss (1921)             | funkční                        |
|         | 764.449 Moldovița |                           | odstavená                      |
|         | 764.469           |                           | odstavená                      |
|         | 764.436           |                           | odstavená                      |

## Úrazy, živelné pohromy
V roce 2001 došlo ke smrtelné nehodě, kdy se z jednoho vozu uvolnily klády a přimáčkly na skálu jednoho z brzdařů.
Na konci června 2008 byla dráha silně poškozena přívalovými dešti – došlo k posunu mnoha mostů a podmáčení kolejí. Již v prosinci 2008 byla však trať znovu zprovozněna.

## Galerie

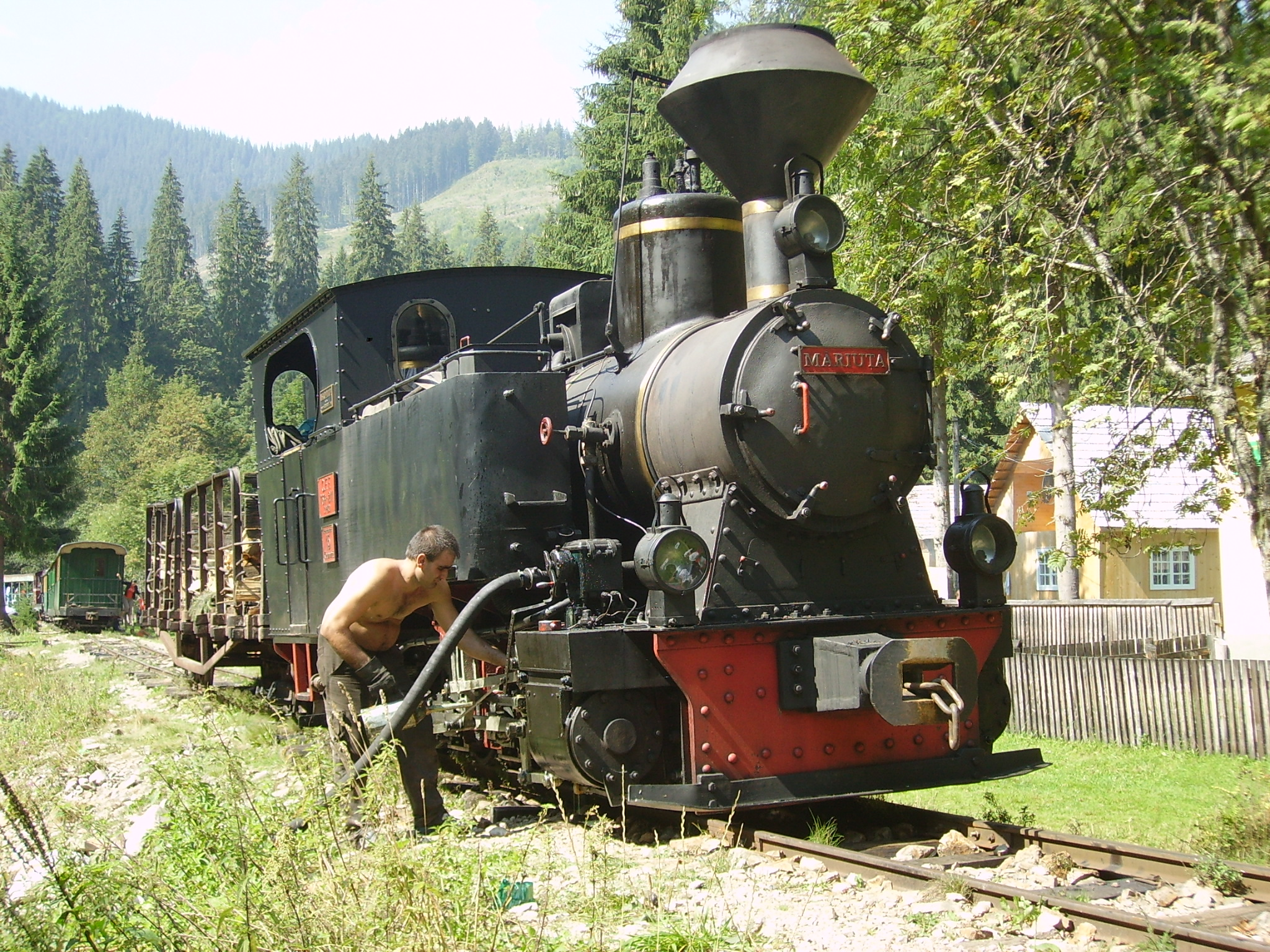
Parní lokomotiva "Măriuța"
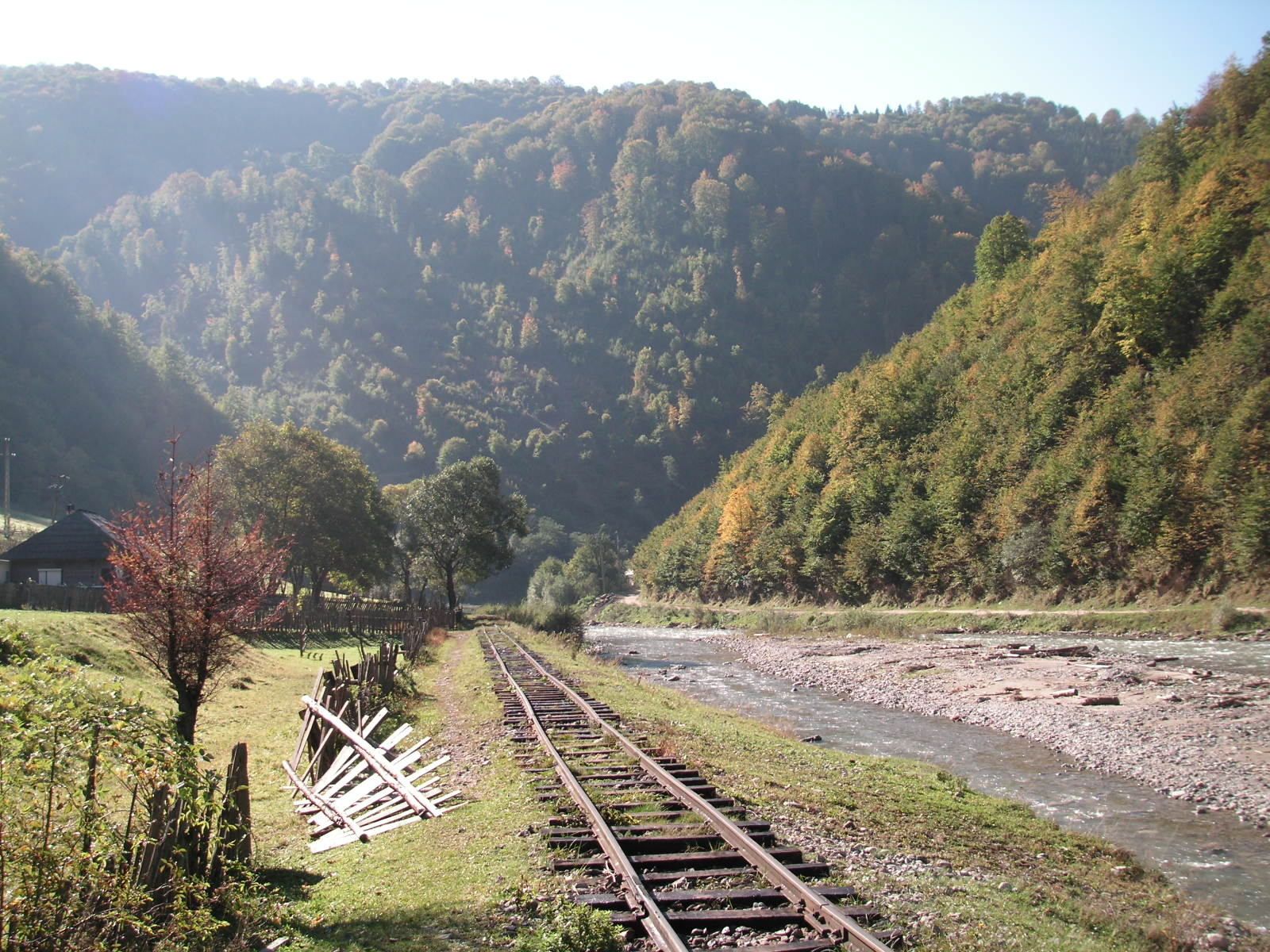
U údolí Scradei
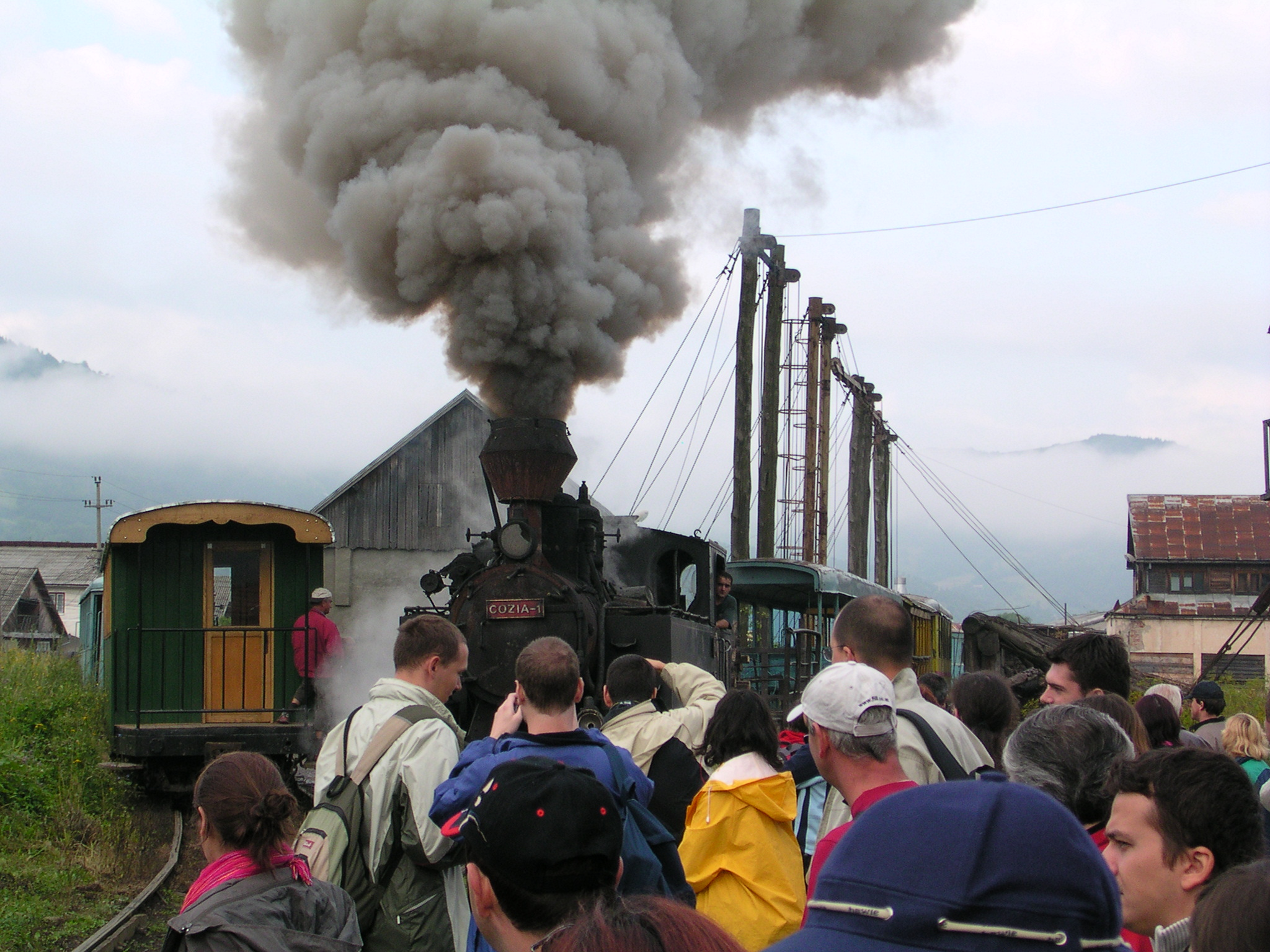
Turistický vlak
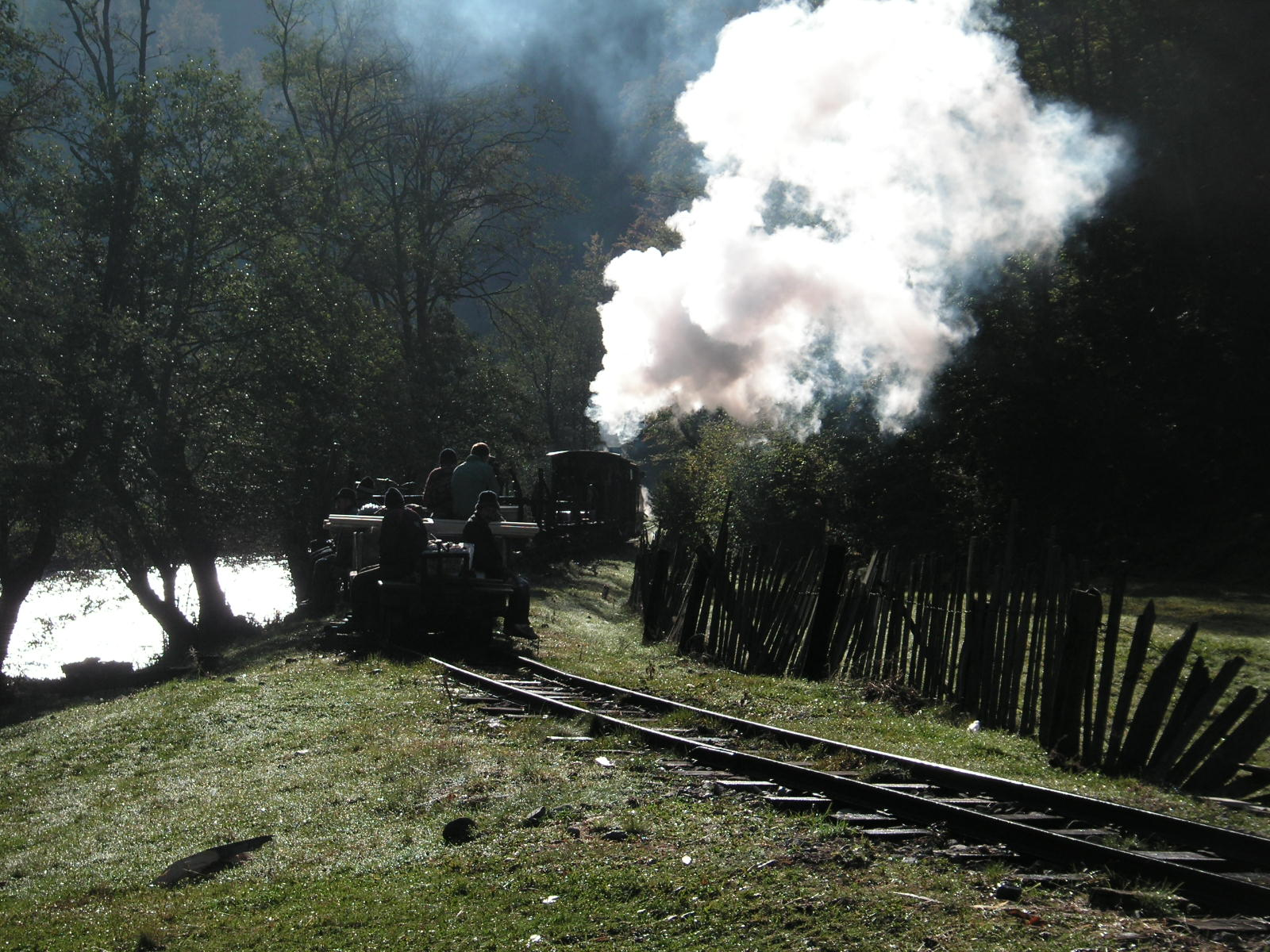
Produkční vlak s lesními dělníky